# Calcinate
Calcinate est une commune italienne de la province de Bergame, dans la région Lombardie.

## Administration
| Période                                  | Période | Identité | Étiquette | Qualité |
| ---------------------------------------- | ------- | -------- | --------- | ------- |
|                                          |         |          |           |         |
| Les données manquantes sont à compléter. |         |          |           |         |

### Communes limitrophes
Bagnatica, Bolgare, Cavernago, Costa di Mezzate, Ghisalba, Mornico al Serio, Palosco,  Seriate

## Personnalités liées
- Rebecca Frassini (1988-), femme politique
- Manolo Gabbiadini (1991-), footballeur international Italien